# ميريام جاغر
ميريام جاغر هي عارضة أزياء سويسرية، ولدت في 9 نوفمبر 1982 في زيورخ في سويسرا.

## وصلات خارجية
- الموقع الرسمي
- ميريام جاغر على موقع الاتحاد الدولي للتزلج (التزلج الحر) (الإنجليزية)
- ميريام جاغر على موقع الاتحاد الدولي للتزلج (ركوب لوح الثلج) (الإنجليزية)
- ميريام جاغر على موقع اللجنة الأولمبية الدولية (الإنجليزية)
- ميريام جاغر على موقع أوليمبيديا (الإنجليزية)
- ميريام جاغر على موقع ألعاب إكس (مؤرشف) (الإنجليزية)